# Lista de campeãs mundiais femininas (WWE)
Women's World Championship (em português: Campeonato Mundial Feminino) é um campeonato mundial feminino de luta livre profissional criado e promovido pela promoção americana de luta livre profissional WWE na marca Raw. Estabelecido como o Campeonato Feminino do SmackDown em 23 de agosto de 2016, no episódio do SmackDown, foi criado para ser o título equivalente ao Campeonato Feminino da WWE, que se tornou exclusivo do Raw como resultado do draft de 2016 da WWE e foi renomeado para Campeonato Feminino do Raw. Como resultado do Draft da WWE de 2023, os campeonatos femininos Raw e SmackDown trocaram de marca. Em junho de 2023, o Campeonato Feminino do SmackDown foi renomeado como Campeonato Mundial Feminino, enquanto o Campeonato Feminino do Raw voltou ao seu nome original de Campeonato Feminino da WWE.
O campeonato geralmente é disputado em combates de luta livre profissional, nas quais os participantes executam finalizações roteirizadas em vez de disputar uma competição direta. A campeã inaugural foi Becky Lynch, que conquistou o título no Backlash em 11 de setembro de 2016. Atualmente, o título está vago. A campeã anterior, Naomi, abriu mão do título devido à licença-maternidade no episódio de 18 de agosto de 2025 do Raw.
Em 19 de agosto de 2025, ao todo, foram 31 reinados entre 14 campeãs e 3 ocasiões em que o título ficou vago. Charlotte Flair tem o maior número de reinados com sete. O segundo reinado de Bayley e o primeiro reinado de Rhea Ripley estão empatados como os reinados mais longos, com 380 dias (379 dias para ambos, conforme reconhecido pela WWE), enquanto o quarto reinado de Flair é o mais curto com menos de 1 dia. Bayley também detém o recorde de reinado combinado mais longo, com 520 dias. Naomi é a campeã mais velha com 37 anos, enquanto Alexa Bliss é a mais jovem, tendo vencido com 25. Apenas duas mulheres mantiveram o título por um reinado contínuo de um ano (365 dias) ou mais: Bayley e Rhea Ripley.

## Histórico dos títulos

### Nomes
| Nome                                    | Anos                                    |
| --------------------------------------- | --------------------------------------- |
| Campeonato Feminino do SmackDown da WWE | 23 de agosto de 2016 – 12 de junho 2023 |
| Campeonato Mundial Feminino             | 12 de junho de 2023 – presente          |

### Reinados
| No.         | Ordem de reinados na história                     |
| Reinado     | O número de reinados de cada lutadora             |
| Dias        | Número de dias mantidos                           |
| Dias recon. | Número de dias detidos reconhecidos pela promoção |
| +           | Indica o reinado atual.                           |

| No.            | Campeã          | Mudança de Título       | Mudança de Título             | Mudança de Título       | Estatísticas do Reinado | Estatísticas do Reinado | Estatísticas do Reinado | Notas | Ref.   |
| No.            | Campeã          | Data                    | Evento                        | Localização             | Reinado                 | Dias                    | Dias recon.             | Notas | Ref.   |
| -------------- | --------------- | ----------------------- | ----------------------------- | ----------------------- | ----------------------- | ----------------------- | ----------------------- | --- | ------ |
| WWE: SmackDown |                 |                         |                               |                         |                         |                         |                         | |        |
| 1              | Becky Lynch     | 11 de setembro de 2016  | Backlash                      | Richmond, VA            | 1                       | 84                      | 84                      | Como resultado do draft de 2016 da WWE, o Campeonato Feminino da WWE tornou-se exclusivo do Raw e conhecido como Campeonato Feminino do Raw. Em resposta, o SmackDown estabeleceu o Campeonato Feminino do SmackDown e o título do Raw foi posteriormente renomeado. Lynch derrotou Alexa Bliss, Carmella, Naomi, Natalya e Nikki Bella em um desafio de eliminação de seis lutadoras para se tornar o campeão inaugural. | [ 3 ]  |
| 2              | Alexa Bliss     | 4 de dezembro de 2016   | TLC: Tables, Ladders & Chairs | Dallas, TX              | 1                       | 70                      | 69                      | Esta foi uma luta de mesas. | [ 4 ]  |
| 3              | Naomi           | 12 de fevereiro de 2017 | Elimination Chamber           | Phoenix, AZ             | 1                       | 9                       | 8                       | | [ 5 ]  |
| —              | Vago            | 21 de fevereiro de 2017 | SmackDown                     | Ontario, CA             | —                       | —                       | —                       | O campeonato ficou vago quando Naomi sofreu uma lesão no joelho e não conseguiu defender o título em 30 dias. | [ 6 ]  |
| 4              | Alexa Bliss     | 21 de fevereiro de 2017 | SmackDown                     | Ontario, CA             | 2                       | 40                      | 40                      | Derrotou Becky Lynch para ganhar o título vago. | [ 6 ]  |
| 5              | Naomi           | 2 de abril de 2017      | WrestleMania 33               | Orlando, FL             | 2                       | 140                     | 139                     | Este foi um desafio de seis lutadoras, envolvendo também Becky Lynch, Carmella, Mickie James e Natalya. | [ 7 ]  |
| 6              | Natalya         | 20 de agosto de 2017    | SummerSlam                    | Brooklyn, NY            | 1                       | 86                      | 86                      | | [ 8 ]  |
| 7              | Charlotte Flair | 14 de novembro de 2017  | SmackDown                     | Charlotte, NC           | 1                       | 147                     | 146                     | | [ 9 ]  |
| 8              | Carmella        | 10 de abril de 2018     | SmackDown                     | Nova Orleans, LA        | 1                       | 131                     | 130                     | Esta foi a luta de cash-in do Money in the Bank de Carmella. Esta foi a primeira vez que um título feminino mudou de mãos após o cash-in de um contrato do Money in the Bank. | [ 10 ] |
| 9              | Charlotte Flair | 19 de agosto de 2018    | SummerSlam                    | Brooklyn, NY            | 2                       | 28                      | 27                      | Esta foi uma luta de trios, envolvendo também Becky Lynch, que Flair derrotou. | [ 11 ] |
| 10             | Becky Lynch     | 16 de setembro de 2018  | Hell in a Cell                | San Antonio, TX         | 2                       | 91                      | 91                      | | [ 12 ] |
| 11             | Asuka           | 16 de dezembro de 2018  | TLC: Tables, Ladders & Chairs | San Jose, CA            | 1                       | 100                     | 99                      | Esta foi uma luta de mesa, escada e cadeirade trios, envolvendo também Charlotte Flair. | [ 13 ] |
| 12             | Charlotte Flair | 26 de março de 2019     | SmackDown                     | Uncasville, CT          | 3                       | 13                      | 12                      | |        |
| 13             | Becky Lynch     | 8 de abril de 2019      | WrestleMania 35               | East Rutherford, NJ     | 3                       | 41                      | 41                      | Esta foi uma luta de trios, onde a vencedora ganharia o Campeonato Feminino do Raw e o Campeonato Feminino do SmackDown, envolvendo também Ronda Rousey, que defendeu o Campeonato Feminino do Raw. Lynch derrotou Rousey para ganhar os dois títulos. | [ 14 ] |
| 14             | Charlotte Flair | 19 de maio de 2019      | Money in the Bank             | Hartford, CT            | 4                       | <1                      | <1                      | | [ 15 ] |
| 15             | Bayley          | 19 de maio de 2019      | Money in the Bank             | Hartford, CT            | 1                       | 140                     | 140                     | Esta foi a luta de cash-in do Money in the Bank de Bayley. | [ 15 ] |
| 16             | Charlotte Flair | 6 de outubro de 2019    | Hell in a Cell                | Sacramento, CA          | 5                       | 5                       | 4                       | | [ 16 ] |
| 17             | Bayley          | 11 de outubro de 2019   | SmackDown                     | Paradise, NV            | 2                       | 380                     | 379                     | | [ 17 ] |
| 18             | Sasha Banks     | 25 de outubro de 2020   | Hell in a Cell                | Orlando, FL             | 1                       | 167                     | 167                     | Esta foi uma luta Hell in a Cell. | [ 18 ] |
| 19             | Bianca Belair   | 10 de abril de 2021     | WrestleMania 37 (Noite 1)     | Tampa, FL               | 1                       | 133                     | 132                     | | [ 19 ] |
| 20             | Becky Lynch     | 21 de agosto de 2021    | SummerSlam                    | Paradise, NV            | 4                       | 62                      | 62                      | Bianca Belair estava originalmente escalada para defender o título contra Sasha Banks; no entanto, antes do início da partida, foi anunciado que Banks não poderia competir por motivos não revelados. Carmella foi então anunciada como sua nova oponente, mas Lynch retornou surpresa da licença maternidade, eliminou Carmella e desafiou Belair para uma luta improvisada que Belair aceitou.                         | [ 20 ] |
| 21             | Charlotte Flair | 22 de outubro de 2021   | SmackDown                     | Wichita, KS             | 6                       | 198                     | 197                     | Como resultado do Draft da WWE de 2021, então Campeã Feminina do Raw, Charlotte Flair foi convocada para o SmackDown enquanto Becky Lynch foi convocada para o Raw Para manter os títulos em suas respectivas marcas, Sonya Deville, oficial da WWE, fez com que as duas mulheres trocassem os campeonatos. | [ 21 ] |
| 22             | Ronda Rousey    | 8 de maio de 2022       | WrestleMania Backlash         | Providence, RI          | 1                       | 55                      | 55                      | Esta foi uma luta 'I Quit' (Eu Desisto). | [ 22 ] |
| 23             | Liv Morgan      | 2 de julho de 2022      | Money in the Bank             | Paradise, NV            | 1                       | 98                      | 97                      | Esta foi a luta de cash-in do Money in the Bank de Morgan. Morgan era um membro do plantel do Raw antes do cash-in. Ela foi transferida para a marca SmackDown após vencer o campeonato. | [ 23 ] |
| 24             | Ronda Rousey    | 8 de outubro de 2022    | Extreme Rules                 | Filadélfia, PA          | 2                       | 83                      | 83                      | Esta foi uma luta Extreme Rules. | [ 24 ] |
| 25             | Charlotte Flair | 30 de dezembro de 2022  | SmackDown                     | Tampa, FL               | 7                       | 92                      | 92                      | | [ 25 ] |
| 26             | Rhea Ripley     | 1º de abril de 2023     | WrestleMania 39 (Noite 1)     | Inglewood, CA           | 1                       | 380                     | 379                     | Ripley ganhou o campeonato quando o título foi nomeado Campeonato Feminino do SmackDown enquanto já estava na marca Raw. O título também se tornou oficialmente exclusivo da marca Raw antes e depois do Draft de 2023 da WWE. No episódio do Raw de 12 de junho de 2023, o título foi renomeado como Campeonato Mundial Feminino.                                                                                        | [ 26 ] |
| WWE: Raw       |                 |                         |                               |                         |                         |                         |                         | |        |
| —              | Vago            | 15 de abril de 2024     | Raw                           | Montreal, QC, Canadá    | —                       | —                       | —                       | Rhea Ripley foi forçada a abrir mão do título devido a uma lesão legítima no ombro. | [ 27 ] |
| 27             | Becky Lynch     | 22 de abril de 2024     | Raw                           | Columbus, OH            | 5                       | 33                      | 32                      | Essa foi uma Battle Royal de 14 mulheres pelo título vago, na qual Lynch eliminou por último Liv Morgan para vencer. | [ 28 ] |
| 28             | Liv Morgan      | 25 de maio de 2024      | King and Queen of the Ring    | Gidá, Arábia Saudita    | 2                       | 226                     | 226                     | | [ 29 ] |
| 29             | Rhea Ripley     | 6 de janeiro de 2025    | Estreia do Raw na Netflix     | Inglewood, CA           | 2                       | 56                      | 56                      | | [ 30 ] |
| 30             | Iyo Sky         | 3 de março de 2025      | Raw                           | Buffalo, NY             | 1                       | 132                     | 131                     | | [ 31 ] |
| 31             | Naomi           | 13 de julho de 2025     | Evolution                     | Atlanta, GA             | 3                       | 36                      | 36                      | Esta foi a luta de cash-in do Money in the Bank de Naomi, que originalmente seria uma luta individual entre Iyo Sky e Rhea Ripley, mas foi convertida em uma luta triple threat após Naomi fazer o cash-in de seu contrato no meio do combate. Naomi fez o pin em Sky para vencer a luta. Naomi era membro do plantel do SmackDown antes do cash-in e, após sua vitória, foi transferida para o Raw.                      | [ 32 ] |
| —              | Vago            | 18 de agosto de 2025    | Raw                           | Filadélfia, Pensilvânia | —                       | —                       | —                       | Naomi deixou o título vago após anunciar sua gravidez. | [ 33 ] |

## Reinados combinados
Em 19 de agosto de 2025
| † | Indica a atual campeã. |

| Pos. | Campeã          | Nº de reinados | Dias combinados | Dias combinados contados pela WWE |
| ---- | --------------- | -------------- | --------------- | --------------------------------- |
| 1    | Bayley          | 2              | 520             | 519                               |
| 2    | Charlotte Flair | 7              | 483             | 479                               |
| 3    | Rhea Ripley     | 2              | 436             | 435                               |
| 4    | Liv Morgan      | 2              | 324             | 323                               |
| 5    | Becky Lynch     | 5              | 311             | 310                               |
| 6    | Naomi           | 3              | 186             | 184                               |
| 7    | Sasha Banks     | 1              | 167             | 167                               |
| 8    | Ronda Rousey    | 2              | 138             | 138                               |
| 9    | Bianca Belair   | 1              | 133             | 132                               |
| 10   | Iyo Sky         | 1              | 132             | 131                               |
| 11   | Carmella        | 1              | 131             | 130                               |
| 12   | Alexa Bliss     | 2              | 110             | 109                               |
| 13   | Asuka           | 1              | 100             | 99                                |
| 14   | Natalya         | 1              | 86              | 86                                |